# Xã Mondamin, Quận Hand, Nam Dakota
Xã Mondamin (tiếng Anh: Mondamin Township) là một xã thuộc quận Hand, tiểu bang Nam Dakota, Hoa Kỳ. Năm 2010, dân số của xã này là 13 người.